# Volo Bristow Helicopters 56C
Il volo Bristow Helicopters 56C era un volo in elicottero tra Aberdeen, Regno Unito, e la piattaforma petrolifera Brae Alpha, giacimento petrolifero di Brae, Mare del Nord. Il 19 gennaio 1995, un Eurocopter AS332 Super Puma operante sulla rotta, registrato G-TIGK e chiamato Cullen, fu colpito da un fulmine che causò la separazione del rotore di coda. Il volo trasportava 16 lavoratori e 2 membri dell'equipaggio. Tutte le 18 persone a bordo sopravvissero dopo l'ammaraggio.

## Il velivolo
L'elicottero AS332L Super Puma precipitato è stato prodotto nel 1982 dalla società aerospaziale francese Aérospatiale (ora: Airbus Helicopters) con numero di serie 2044. Era equipaggiato con due motori Makila 1A Turboalbero, forniti da Turbomeca. Il 15 aprile 1982 l'elicottero fu immatricolato dalla Bristow Helicopters. Fino all'incidente, il tempo totale di permanenza in aria dell'elicottero (il cosiddetto "volo") è stato di 13.665 ore.

## L'equipaggio
Il comandante del volo era Cedric Roberts (44). Lavorava per Bristow Helicopters dal 1974. Era un pilota di grande esperienza con oltre 9 600 ore di volo. Il primo ufficiale era Lionel Sole (39), che era con la compagnia dal 1990. Aveva al suo attivo più di 3 100 ore di volo.

## L'incidente
Il giorno dell'incidente l'elicottero con nominativo 56C era su un volo charter da Aberdeen, Scozia, alla piattaforma petrolifera Brae Alpha nel Mare del Nord. Il velivolo è decollato dalla base di Aberdeen alle 11:38 (UTC) con un ritardo di diversi minuti. L'elicottero doveva trasportare 16 ingegneri che lavoravano per Marathon Oil a Brae Alpha. Dopo aver percorso circa 120 miglia nautiche, scendendo da un'altitudine di 3.000 piedi, le condizioni meteorologiche sono cambiate e l'elicottero è volato tra spessi cumulonembi. A causa della forte grandine, i piloti hanno deciso di abbassare ulteriormente la quota per essere più vicini alla superficie del mare. In quel momento, un fulmine colpì la coda della macchina, provocando quasi immediatamente una forte vibrazione dell'elicottero. Pochi minuti dopo, il rotore di coda fu completamente distrutto e l'elicottero entrò in testacoda. I piloti spensero immediatamente il rotore principale e dopo meno di un minuto l'aereo precipitò nel Mare del Nord. L'equipaggio ha iniziato l'evacuazione dei passeggeri trasmettendo via radio un mayday. L'unità gemella (56B) e le navi da trasporto che passavano nelle vicinanze vennero immediatamente in soccorso.
Sebbene l'operazione di salvataggio sia stata ostacolata da forti venti e forti piogge, sono riusciti a trasportare tutti i sopravvissuti dalla zattera di salvataggio al ponte di una delle navi, che li ha poi riportati alla base di Aberdeen. L'elicottero finalmente affondò alle 18:03 (UTC)

## Le indagini

Il velivolo dopo il recupero dal mare.

L'Air Accidents Investigation Branch (AAIB), guidato dall'ispettore E.J.Trimble, fu delegato a indagare sulle cause del disastro. Quasi immediatamente si pensò che l'imprudenza dei piloti e il loro ignorare il rapido peggioramento delle condizioni meteorologiche potessero aver contribuito all'incidente. Gli investigatori hanno ritenuto inaffidabile la versione dell'equipaggio, che indicava un fulmine come causa dell'incidente, perché un fulmine non aveva mai causato prima un incidente in elicottero.
Una svolta nelle indagini è arrivata dopo aver estratto dal fondo del mare i frammenti del motore con la sfortunata elica: gli investigatori hanno subito scoperto che i bordi delle pale mostravano segni di bruciatura causata da una forte scarica.
Durante i test successivi si scoprì che le pale, realizzate dal 1980 in materiali compositi leggeri, non erano state sottoposte a test adeguati contro i fulmini. Nello stabilire gli standard di sicurezza in questo settore, la Civil Aviation Authority (CAA) britannica ha dato per scontato che questi elementi fossero realizzati in fibra di vetro, mentre i produttori hanno erroneamente pensato che gli stessi standard sarebbero stati applicati alle pale in materiale composito. 
Gli investigatori dell'AAIB hanno eseguito una serie di test che hanno confermato che i materiali compositi, combinati con rivestimenti anticorrosione in titanio, hanno ridotto la resistenza ai fulmini delle pale. Pertanto, la versione dell'equipaggio è stata chiaramente confermata.

## La causa
Gli ispettori dell'AAIB nel rapporto finale del 15 agosto 1997, hanno indicato che la causa diretta dell'incidente e stata il danneggiamento delle pale del rotore di coda a seguito di un fulmine. Dalle prove, i cui risultati sono stati allegati alla relazione, è emerso che al momento dello scarico si sono staccati circa 100 grammi di rivestimento anticorrosivo in titanio, provocando la perdita di equilibrio dell'elica e provocando forti vibrazioni al velivolo, e di conseguenza, nei minuti seguenti è avvenuta  la distruzione ed il distacco dell'intero rotore di coda dalla fusoliera. Le autorità dell'aviazione civile britannica inizialmente non furono d'accordo con i risultati dell'indagine, ma alla fine accettarono il rapporto dell'AAIB.

## Nella cultura di massa
L'incidente del volo Bristow Helicopters 56C è rappresentato nel settimo episodio della terza stagione della serie canadese Indagini ad alta quota. L'episodio si intitola "Elicottero in mare".